# Д’Артаньгав и три пса-мушкетёра
«Д’Артаньгав и три пса-мушкетёра» (яп. ワンワン三銃士 ванван сандзуси, исп. D’Аrtacan y los tres mosqueperros, также «Пёс Д’Артаньян и три мушкетёра») — мультипликационный сериал по мотивам романа Александра Дюма о Д’Артаньяне и трёх мушкетёрах. Был снят совместно испанской студией BRB Internacional и японской Nippon Animation. Режиссёр — Таку Сугияма из студии Nippon Animation. Музыку написали композиторы Гвидо Де Анжелис, Маурицио Де Анжелис и Кацухиса Хаттори.
Хотя мультсериал транслировался в Японии и является аниме, первоначальная озвучка была сделала на испанском языке. В отличие от оригинального романа, персонажи стали антропоморфными и представляют собой собак, за исключением кошки Миледи, медведя Планше (слуги Д’Артаньяна), мышей Пома и Марко и некоторых других. Констанция Бонасьё в японском варианте осталась Констанцией (яп. コンスタンス Консутансу), а в испанской и других версиях (включая советскую) была переименована в Джульетту (во французской версии, впрочем, она снова стала Констанцией). Как и в советском мультфильме «Пёс в сапогах», в ролях мушкетёров задействованы соответственно немецкая овчарка (Атос), сенбернар (Портос) и сеттер (Арамис).

## Сюжет
Д’Артаньян отправляется в Париж, чтобы вступить в ряды королевских мушкетёров. Там он находит трёх друзей: Атоса, Портоса и Арамиса, а также мышонка Пома. Но, помимо друзей, он нашёл себе и врагов: миледи и кардинала Ришельё, которые всячески препятствовали мечте Д’Артаньяна. Но с помощью верных друзей, опыта и мастерства Д’Артаньян вошёл в ряды королевских мушкетёров.

## Роли озвучивали
- Эдуардо Ховер / Сатоми Мадзима — д’Артаньгав
- Глория Камара / Кэйко Хан — Джульетта (Констанция)
- Хесус Ньето / Тэссё Гэнда — Портос (в исп. версии — Понтос)
- Хосе Луис Хиль / Канэто Сиодзава — Арамис (в исп. версии — Амис)
- Мануэль Пейро / Акио Нодзима — Атос (в исп. версии — Догос)
- Ана Анхелес Гарсия / Эйко Масуяма — Миледи
- Клаудио Родригес — де Тревиль
- Даниэль Дисента — Планше
- Эдуардо Морено — Бонасье, дядя Джульетты
- Франсиско Санчес / Тэйдзи Оомия — отец д’Артаньгава
- Хавьер Доту — Людовик XIII
- Хосе Мартинес Бланко — Видимер
- Хуан Ломбардеро — герцог Бэкингем
- Мария Луиса Рубио — Анна Австрийская
- Рафаэль де Пенагос / Мугихито — кардинал Ришельё
- Матильда Конеса / Акико Цубои — мать д’Артаньгава
- Хосе Мораталл — Пом
- Виктор Аграмунт — Рошфор

## Показ в России
Этот мультсериал был показан в 1992 году на телеканале 2х2 и МТК, впоследствии на ТВ-6

## Список серий
| 01 | Приключения начинаются! (исп. El viaje de D´Artacán) «Вампаку Дарутаниян то:дзё:!!» (わんぱくダルタニヤン登場!!)                                                      |  |
| Юг Франции, Гасконь, 1625 год. Молодой Д’Артаньян из дворянского, но бедного рода бьётся на деревянных шпагах с Франсуа – сыном местного мэра. Победив противника, он удостаивается похвалы мушкетёра, приехавшего в деревню из Парижа по важному поручению. Д’Артаньян с удивлением видит, что столичный гость направляется к его дому. На следующее утро сражение с Франсуа продолжается: несмотря на все ловушки, Д’Артаньян снова выходит победителем. Однако вслед за этим отец даёт ему суровый урок фехтования на настоящих шпагах. И вскоре Д’Артаньян уже отправляется в Париж, чтобы осуществить свою давнюю мечту – стать королевским мушкетёром. | |  |
| 02 | Д’Артаньян встречает Чёрного Уса (исп. El misterioso caballero del bigote negro) «Надзо но куро хигэ кэнси» (謎の黒ひげ剣士)                                          |  |
| Путь Д’Артаньяна в Париж не лишён приключений: он вступает в конфликт на дороге с всадником, которому даёт прозвище «Чёрный Ус». В ближайшем городе, в местном трактире Д’Артаньян снова сталкивается с ним – разворачивается дуэль. Здесь же он впервые видит Миледи – таинственную красавицу, на встречу с которой приехал всадник. | |  |
| 03 | Париж, город мечты (исп. París, la capital de ensueño) «Харапэко но то Пари» (はらぺこの都パリ)                                                                       |  |
| После долгого и тяжёлого путешествия Д’Артаньян наконец достиг Парижа. При въезде в город он случайно знакомится с прекрасной незнакомкой, оказавшей ему помощь и оставившей платок. Однако в Париже Д’Артаньяна ждут различные опасности: без денег он не может найти ни пропитание, ни ночлег, его преследует стража и городские хулиганы. Помощь приходит случайно – от той же самой незнакомки, которую зовут Джульетта. | |  |
| 04 | Три непобедимых мушкетёра (исп. Los tres mosqueperros invencibles) «Тэнка мутэки но сандзю:си» (天下無敵の三銃士登場)                                                 |  |
| В доме месье Бонасье Д’Артаньян нашёл приют. В этот же день он впервые видит трёх знаменитых мушкетёров, слава о которых гремит на весь Париж – Атоса, Портоса и Арамиса. Знакомится Д’Артаньян и с гвардейцами кардинала Ришельё, мечтающего опорочить мушкетёров. Поверив обману гвардейцев, он сражается с Атосом, но затем, увидев свою ошибку, переходит на сторону мушкетёров и спасает Атоса от смертельного выстрела капитана Уиндермера. | |  |
| 05 | Месье Тревиль — капитан мушкетёров (исп. Señor de Treville, el capitán de los mosqueperros) «Дзю:си тайтё: Торэвуиру» (銃士隊長トレヴィル)                            |  |
| Гвардейцы кардинала во главе с капитаном Уиндермером делают попытку арестовать Портоса и Арамиса, но, получив отпор от капитана мушкетёров де Тревиля, устраивают погоню за Д’Артаньяном. Его шпага испорчена, поэтому он вынужден сражаться, не вынимая её из ножен. Видя этот бой, де Тревиль вызывает Д’Артаньяна к себе и, поняв, что это сын его старого друга из Гаскони, принимает его на службу в качестве кадета и дарит новую шпагу. Д’Артаньян, заметив из окна кабинета де Тревиля фигуру «Чёрного уса», стремглав выбегает на улицу. При этом он задевает Атоса, что становится причиной вызова на дуэль.                                       | |  |
| 06 | Д’Артаньян встречает друзей (исп. D´Artacán contra los tres mosqueperros) «Сандзю:си то кэтто:? Дарутаниян оои ни уридасу» (三銃士と決闘？ダルタニヤン大いに売り出す) |  |
| Преследуя «Чёрного Уса», Д’Артаньян задевает Портоса и Арамиса, которые вызывают его на дуэль в тот же день, что и Атос. Все трое приходят в одно время, но начавшуюся дуэль прерывают гвардейцы кардинала. Теперь Д’Артаньян сражается вместе с мушкетёрами против их врагов – в результате он становится их другом и частью компании. | |  |
| 07 | Знакомство с королём (исп. Luis XIII el Justo) «Айба рофути то сайкай!!» (愛馬ロフティと再会!!)                                                                       |  |
| О бое с гвардейцами становится известно всему мушкетёрскому корпусу: в награду Д’Артаньян получает право посетить королевский дворец. Там он встречает Джульетту – она служит фрейлиной у королевы. В этот же день конюх по имени Планше из трактира приводит Д’Артаньяну его лошадь и становится его слугой. Тем временем Ришельё готовит новую интригу против мушкетёров, в которую невольно оказывается втянут и Д’Артаньян. | |  |
| 08 | Тайна Джульетты (исп. El secreto de Juliet) «Дзюриэтто дайсуки!! Дэ:то но химицу!» (ジュリエット大好き!!デートの秘密)                                                 |  |
| Джульетта получает тайное задание от королевы Анны и налаживает связь с тайно прибывшим в Париж герцогом Букингемским. В это же время за нею устанавливается слежка со стороны людей Ришельё. Джульетта вынуждена покинуть Д’Артаньяна во время прогулки с ним, но она успевает назначить ему встречу в самом богатом ресторане столицы. Д’Артаньян берёт с собой трёх мушкетёров и не зря – гвардейцы снова пытаются их арестовать, что приводит к очередному сражению. Но Джульетте не суждено в этот вечер увидеться с Д’Артаньяном: уже при подходе к ресторану её похищает граф Рошфор – теперь она в плену у кардинала Ришельё.                        | |  |
| 09 | Похищение Джульетты (исп. Juliet secuestrada) «Дзюриэтто саравару! Цуисэки! Цуисэки! Дай цуисэки» (ジュリエットさらわる！追跡！追跡！大追跡)                          |  |
| Бонасье получает сообщение о том, что Джульетта похищена. Д’Артаньян отправляется на поиски вместе со своим слугой Планше, но ночью поиски успехом не увенчиваются. Утром лошадь Д’Артаньяна обнаруживает место заточения Джульетты, но прибывший вскоре граф Рошфор реализует коварный план. Обведённый вокруг пальца, Д’Артаньян снова теряет Джульетту и вынужден вернуться в дом Бонасье, так как его лошадь ранена. | |  |
| 10 | Побег (исп. Gran evasión) «Дай дассо:! Дарутаниян тасукэтэ!!» (大脱走！ダルタニヤン助けて!!)                                                                          |  |
| Гвардейцы похищают Бонасье. Д’Артаньян продолжает поиски, а Джульетте тем временем удаётся оглушить слугу Рошфора и бежать из плена на волю. Она торопится поскорее попасть в Париж, чтобы увидеться с королевой. Убегая на лодке от преследования, она встречает Д’Артаньяна и терпит крушение возле моста. Однако, согревшись у костра, Джульетта и Д’Артаньян получают помощь от местного жителя, который доставляет их по реке до Парижа. Здесь уже ждёт граф Рошфор с отрядом гвардейцев, однако на помощь вовремя поспевают Атос, Портос и Арамис. | |  |
| 11 | Д'Артаньян под гипнозом (исп. Milady la hipnotizadora) «Мирэди ни корори Дарутаниян» (ミレディにころりダルタニヤン)                                                   |  |
| Д’Артаньян вновь потерял Джульетту из вида, но не теряет надежды её найти. Миледи пользуется этим и, заманив его в ловушку, гипнотизирует, внушив, что он должен ночью отправиться во дворец и убить королеву. Джульетте и королеве Анне стоит немалых усилий предотвратить трагедию и при этом спасти самого Д’Артаньяна от наказания. При прощании Джульетта признаётся Д’Артаньяну, что любит его. | |  |
| 12 | Д'Артаньян в ловушке (исп. D´Artacán enamorado) «Кэссэн! Гайя:ру торидэ» (決戦!!ガイヤール砦)                                                                         |  |
| Миледи пытается склонить Джульетту к сотрудничеству с кардиналом, но та клянётся в верности королеве и Д’Артаньяну и убегает. Сам Д’Артаньян в это время заключён в тюрьму по приказу де Тревиля, чтобы его не могли арестовать гвардейцы. Однако ему удаётся бежать, как только он получает сообщение о пленении Джульетты в замке Галард. Д’Артаньян и три мушкетёра мчатся туда, не подозревая, что эта ловушка — часть нового плана кардинала Ришельё. | |  |
| 13 | Д'Артаньян знакомится с месье Помом (исп. Debuta el amigo Pom) «Тю: томо Пому ооякэ хацу то:дзё:» (チュー友ポム公初登場)                                              |  |
| Граф Рошфор устраивает засаду в доме Джульетты, чтобы снова поймать её. Тем временем Д’Артаньян знакомится с ещё одним обитателем дома – мышонком Помом. С его помощью он вступает в бой с гвардейцами кардинала. Вместе с тремя мушкетёрами Д'Артаньян вновь спасает Джульетту, которая заключает его в свои объятья. | |  |
| 14 | Поиски Джульетты (исп. En busca de Juliet) «Хяку па:сэнто но катаомои» (百パーセントの片想い)                                                                         |  |
| Гвардейцы снова приходят в дом Д’Артаньяна, но ему с Джульеттой удаётся бежать через чёрный ход. Спрятав свою возлюбленную в доме Атоса, Д’Артаньян уходит. Вернувшись, он уже не обнаруживает её и решает, что она снова похищена. Весь день Д’Артаньян вместе с Помом ищет её по всему Парижу, пока не находит вместе с герцогом Букингемским – Джульетта ведёт его во дворец на встречу с королевой. Импульсивный Д’Артаньян едва не устраивает драку с герцогом из-за ревности, но вовремя останавливается. | |  |
| 15 | Великий подвиг Д'Артаньяна (исп. La gran hazaña de D´Artacán) «Дарутаниян но хацу тэгара» (ダルタニヤンの初手柄)                                                      |  |
| Ожидая Джульетту, Д’Артаньян замечает странного человека, шпионящего под окнами дворца, а зачем проникающего внутрь. Сражение с ним ни к чему не приводит, но Пом успевает предупредить Джульетту об опасности. Королева вручает Джульетте письмо и драгоценное ожерелье для герцога – подарок на память. Ловко перехитрив гвардейцев, она под охраной Д’Артаньяна доставляет всё герцогу. Прощаясь у пристани, герцог дарит Д’Артаньяну кинжал со своим фамильным гербом. | |  |
| 16 | Кинжалы и бриллианты (исп. Las lágrimas de la reina) «Танкэн о нусунда онна» (短剣を盗んだ女)                                                                         |  |
| Обманом и хитростью миледи завладевает кинжалом, подаренным герцогом Д’Артаньяну, но во время погони его удаётся вернуть. Тем временем кардинал Ришельё, узнав, что ожерелье находится у герцога Букингемского, подговаривает короля устроить торжественный бал, на который королева должна надеть ожерелье. Джульетта срочно обращается к Д’Артаньяну – он должен отправиться в Англию и привезти назад ожерелье ко времени начала бала. К нему присоединяются Атос, Портос и Арамис. Одновременно в Лондон за ожерельем отправляется миледи. | |  |
| 17 | Путешествие в Англию (исп. Aventura en Londres) «Даруяниян уми о ватару» (ダルヤニヤン海を渡る)                                                                       |  |
| По приказу кардинала Ришельё граф Рошфор расставляет ловушки на пути следования мушкетёров – в результате на корабль, следующий в Англию, попадают только Д’Артаньян и Пом. Прибыв в Лондон, они спешат в дом герцога – увидеть его помогает подаренный кинжал с фамильным гербом. Но они опоздали – миледи обманным путём добывает ожерелье первой и спешит с ним обратно во Францию. | |  |
| 18 | Погоня (исп. Deprisa, antes de que suene el vals) «Исогэ варуцу но нару маэ ни» (急げワルツの鳴る前に)                                                                |  |
| Герцог Букингемский, Д’Артаньян и Пом вместе устраивают погоню за миледи. Следуя на небольшой парусной лодке, они догоняют её, но быстро теряют из вида – миледи ловко лишила их лодку парусов. Только смекалка поможет Д’Артаньяну найти выход из этой ситуации. После непродолжительной схватки ожерелье попадает к Д’Артаньяну. Теперь самое главное – успеть до начала королевского бала в Париже. | |  |
| 19 | Испытание Д'Артаньяна (исп. La gran prueba) «Дзю:си но хоси о мэдзасэ» (銃士の星をめざせ)                                                                             |  |
| Д’Артаньян продолжает готовиться к тому, чтобы стать мушкетёром. Как раз освободилось одно место, которое можно занять после испытаний – в искусстве езды верхом, плавании и поисках в ночном лесу. Своего человека на эти испытания посылает и кардинал Ришельё. На выручку Д’Артаньяну приходят Пом и мушкетёры. Однако, стремясь помочь своему другу, они явно перестарались. | |  |
| 20 | Д'Артаньян и Синий Сокол (исп. D´Artacán y el halcón azul) «Кагами но ура но химицу» (鏡のうらの秘密)                                                                 |  |
| Париж в страхе: известный на всю Европу вор и налётчик Синий Сокол вместе со своей бандой готовится ограбить французскую столицу. Тем временем капитан гвардейцев Уиндермер, встретив старую гадалку, начинает поиск отрывка карты сокровищ, для чего по всему городу тайно изымаются и разбиваются зеркала. Лишь после проникновения в покои королевы удаётся обнаружить недостающий фрагмент. Но гадалка оказывается вовсе не так проста, как кажется на первый взгляд... | |  |
| 21 | Кораблекрушение (исп. El misterioso barco fantasma) «Надзо но ю:рэй сэн но сё:тай ва?» (謎のゆうれい船の正体は？)                                                     |  |
| По приказу короля Д’Артаньян и три мушкетёра отправляются в плавание, чтобы найти и обезвредить Синего Сокола. За ними следует корабль графа Рошфора — кардинал Ришельё поручил ему первым найти Синего Сокола и завладеть его сокровищами. Но оба корабля застигает врасплох страшный шторм. В результате Д’Артаньян теряет своих друзей из виду — с ним остаётся только Пом. Вместе они попадают на странный корабль, будто бы населённый призраками. Вскоре выясняется, что здесь не обошлось без происков миледи. | |  |
| 22 | Приключения в джунглях (исп. El sueño de D´Artacán) «Даруяниян то такарадзима» (ダルヤニヤンと宝島)                                                                   |  |
| Выброшенные волнами на берег таинственного острова, Д’Артаньян и Пом отправляются искать пропитание. Здесь они спасают слонёнка из болота и сами спасаются от местного племени, пытающегося схватить «чужаков». Обнаружив тайный ход в пещере, Д’Артаньян и Пом неожиданно попадают прямо на корабль Синего Сокола, где вступают с ним в неравный бой. От смерти их спасают только вовремя подоспевшие друзья – Атос, Портос и Арамис. | |  |
| 23 | Миссия Марко (исп. No repiquéis las campanas) «Но:торадаму но канэ о нарасу на!!» (ノートルダムの鐘を鳴らすな!!)                                                      |  |
| Король даёт Д’Артаньяну, Атосу, Портосу и Арамису новое задание – отправиться в Испанию и отдать её монарху драгоценности. Этому пытается противостоять кардинал Ришельё: с помощью циркового мышонка Марко он разрабатывает новый коварный план. Марко заводит в ловушку сначала Пома, а затем и мушкетёров. Но, увидев, что он совершил, Марко понимает, что кардинал обманул его, и стремится искупить свою вину. Он освобождает Пома из плена и вместе с ним спешит на выручку Д’Артаньяну и трём мушкетёрам. | |  |
| 24 | Самозванец (исп. El falso conde de Roquefort) «Атосу но нисэ хакусяку» (アトスのニセ伯爵)                                                                             |  |
| Д’Артаньян, Пом, Атос, Портос и Арамис начинают свой путь в Испанию. По пути им снова приходится уходить от ловушек, расставленных капитаном Уиндермером и графом Рошфором. Но во время ночлега они теряют своих коней из-за ограбления, совершённого цыганами. Выясняется, что их заставил это сделать местный губернатор, желавший выслужиться перед графом Рошфором. Друзья придумывают хитрый план — выдают себя за графа Рошфора, «роль» которого играет Атос, и его свиту. Цыгане в благодарность за помощь дарят им противоядие от любой отравы. | |  |
| 25 | Месть Миледи (исп. El veneno de Milady) «Мирэди: но сибирэ яку» (ミレディーのシビレ薬)                                                                                |  |
| В Испании мушкетёры снова совершают подвиг: Портос спасает ребёнка от разъярённого быка, вырвавшегося на волю. Опьяневший от похвал местных жителей и поднесённых ему кружек пива, он, несмотря на предостережения друзей, следует за прекрасной незнакомкой. В её доме он выпивает бокал вина, после чего силы вдруг оставляют его. Незнакомка срывает маску – это миледи, ненавидящая мушкетёров и подсыпавшая в бокал яд. Она готова отдать Портоса его друзьям в обмен на драгоценности. Только цыганское противоядие и смелость Д’Артаньяна, Пома, Атоса и Арамиса позволяют спасти Портоса.                                                            | |  |
| 26 | Мечта Д'Артаньяна сбывается (исп. Enhorabuena, mosqueperro D´Artacán) «Омэдэто: дзю:си Дарутаниян» (おめでとう銃士ダルタニヤン)                                       |  |
| Д’Артаньян, Пом, Атос, Портос и Арамис победоносно возвращаются из Испании. Кардинал Ришельё снова пытается избавиться от Д’Артаньяна – на сей раз с помощью яда, который подмешивает в бутылку вина капитан Уиндермер. Однако этому воспрепятствует граф Рошфор, который мечтает о решающем и честном поединке с Д’Артаньяном. | |  |

## Продолжение мультсериала
В 1990 году вышло продолжение — «Возвращение Д’Артаньгава» (исп. El retorno de Dartacan) — сделанное студиями BRB Internacional, Thames Television и Wang Film Productions. Действие происходит десять лет спустя. Д’Артаньгав и Джульетта живут недалеко от Парижа с двумя детьми, Филиппом и Флер. Этот мультсериал является экранизацией романа «Виконт де Бражелон, или Десять лет спустя». Он также состоит из 26 серий.

## Полнометражная 3D-версия
В 2012 году, когда отмечалось 30-летие первого выхода мультсериала на экраны, на сайте BRB Internacional было объявлено, что на 2014 год планируется премьера полнометражной 3D-версии мультфильма.